# Zirə FK
Maillots
Actualités
Le Zirə Futbol Klubu, plus couramment abrégé en Zirə FK, est un club azerbaïdjanais de football fondé en 2014 et basé à Bakou, la capitale du pays.

## Histoire
Le club est fondé le 28 juillet 2014 et joue sa première saison en deuxième division.
Le club est tout de suite promu en première division, et termine vice-champion d'Azerbaïdjan en 2016.

## Bilan sportif

### Palmarès
| Compétitions nationales                                                                                                 |
| --- |
| - Championnat d'Azerbaïdjan : - Vice-champion : 2016, 2024 et 2025. - Coupe d'Azerbaïdjan : - Finaliste : 2022 et 2024. |

### Bilan par saison
| Saison    | Championnat | Championnat | Championnat | Championnat | Championnat | Championnat | Championnat | Championnat | Championnat | Championnat | Coupe d'Azerbaïdjan |
| Saison    | Division    | Pos         | Pts         | J           | V           | N           | D           | BP          | BC          | Diff        | Coupe d'Azerbaïdjan |
| --------- | ----------- | ----------- | ----------- | ----------- | ----------- | ----------- | ----------- | ----------- | ----------- | ----------- | ------------------- |
| 2014-2015 | 2e          | 5e          | 63          | 30          | 19          | 6           | 5           | 61          | 19          | +42         | Quarts de finale    |
| 2015-2016 | 1re         | 2e          | 62          | 36          | 17          | 11          | 8           | 42          | 31          | +11         | Quarts de finale    |
| 2016-2017 | 1re         | 4e          | 39          | 28          | 10          | 9           | 9           | 29          | 26          | +3          | Quarts de finale    |
| 2017-2018 | 1re         | 4e          | 44          | 28          | 12          | 8           | 8           | 36          | 30          | +6          | Quarts de finale    |
| 2018-2019 | 1re         | 5e          | 31          | 28          | 8           | 7           | 13          | 30          | 40          | -10         | Demi-finales        |
| 2019-2020 | 1re         | 5e          | 23          | 20          | 6           | 5           | 9           | 25          | 37          | -12         | Demi-finales        |
| 2020-2021 | 1re         | 4e          | 38          | 28          | 8           | 14          | 6           | 28          | 28          | 0           | Demi-finales        |
| 2021-2022 | 1re         | 3e          | 47          | 28          | 13          | 8           | 7           | 33          | 27          | +6          | Finale              |
| 2022-2023 | 1re         | 5e          | 50          | 36          | 13          | 11          | 12          | 45          | 46          | -1          | Quarts de finale    |
| 2023-2024 | 1re         | 2e          | 58          | 36          | 16          | 10          | 10          | 33          | 22          | +11         | Finale              |
| 2024-2025 | 1re         | 2e          |             |             |             |             |             |             |             |             |                     |

1. ↑  Compétition abandonnée à ce stade en raison de la pandémie de Covid-19 en Azerbaïdjan.

Légende
- Vainqueur de la compétition
- Vice-champion ou finaliste de la compétition
- Troisième de la compétition
- Promotion en division supérieure

### Bilan européen
Note : dans les résultats ci-dessous, le score du club est toujours donné en premier.
| Saison    | Compétition             | Tour             | Club                | Domicile | Extérieur | Total             |
| --------- | ----------------------- | ---------------- | ------------------- | -------- | --------- | ----------------- |
| 2017-2018 | Ligue Europa            | Premier tour Q   | FC Differdange 03   | 2 - 0    | 2 - 1     | 4 - 1             |
| 2017-2018 | Ligue Europa            | Deuxième tour Q  | Astra Giurgiu       | 0 - 0    | 1 - 3     | 1 - 3             |
| 2022-2023 | Ligue Europa Conférence | Deuxième tour Q  | Maccabi Tel-Aviv    | 0 - 3    | 0 - 0     | 0 - 3             |
| 2024-2025 | Ligue Europa            | Premier tour Q   | Sheriff Tiraspol    | 1 - 2 ap | 1 - 0     | 2 - 2 (4 - 5 tab) |
| 2024-2025 | Ligue Conférence        | Deuxième tour Q  | DAC Dunajská Streda | 4 - 0    | 2 - 1     | 6 - 1             |
| 2024-2025 | Ligue Conférence        | Troisième tour Q | NK Osijek           | 2 - 2 ap | 1 - 1     | 3 - 3 (2 - 1 tab) |
| 2024-2025 | Ligue Conférence        | Barrages Q       | Omónia Nicosie      | 1 - 0    | 0 - 6     | 1 - 6             |
| 2025-2026 | Ligue Conférence        | Deuxième tour Q  | Hajduk Split        | 1 - 1    | 1 - 2 ap  | 2 - 3             |

Légende
- Victoire ou qualification pour le tour suivant
- Match nul
- Défaite ou élimination de la compétition